# Rocca Paolina
Forteresse paulinienne
La Rocca Paolina, ou forteresse paulinienne, est le nom d'une forteresse qui domina pendant plus de trois siècles la cité de Pérouse en Ombrie.

## Histoire
Elle est construite à la suite de la guerre du sel entre 1540 et 1543 par la volonté du pape Paul III non pas pour protéger Pérouse mais, selon les mots du pape « pour ralentir l'ardeur des habitants de Pérouse et leur enlever l'opportunité de se rebeller contre le Saint-Siège ». La forteresse a représenté, jusqu'en 1860, le symbole du pouvoir papal sur l'antique commune.
Pour réaliser le projet d'Antonio da Sangallo le Jeune, célèbre architecte militaire de son temps, il fut détruit une bonne partie du patrimoine  étrusque, romain et médiéval pérugin (des maisons des Baglioni au bourg de Santa Giuliana avec plus de cent maisons-tours, portes, églises et couvents).
Sa construction se fit sur les anciennes rues du centre historique qui devinrent des galeries souterraines actuellement ouvertes au public.
En 1848, la forteresse est en partie détruite, puis reconstruite en 1860 par le pape Pie IX, et abattue définitivement dans l'année suivant l'annexion au royaume d'Italie. Après son démantèlement et le nettoyage du site, le palais de la Province et de la Préfecture est construit sur les ruines en 1867 ; la rue souterraine via Bagliona avec les vestiges du quartier médiéval ont été libérés des décombres et restaurés une première fois en 1932. Les travaux de sauvegarde se sont conclus en 1965.
Les vestiges extérieurs visibles de cette imposante architecture militaire et civile du XVIe siècle consistent essentiellement dans une portion d'un mur de soutènement située viale Indipendenza et dans le bastion du levant de la via Marzia.
La Rocca Paolina et ses vestiges souterrains accueillent un espace d'exposition et le siège du musée de la Rocca.

### Images

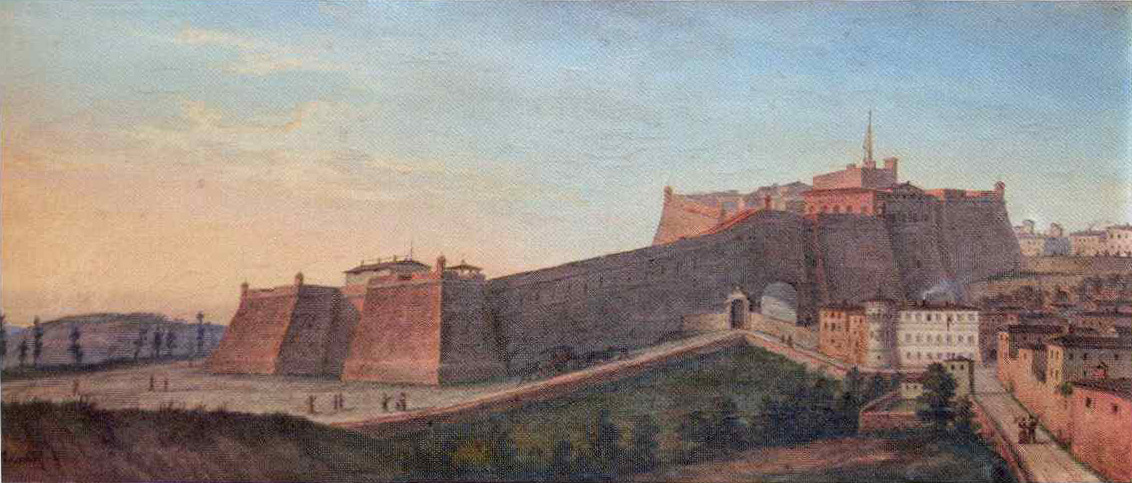
Vue de la forteresse Paolina.
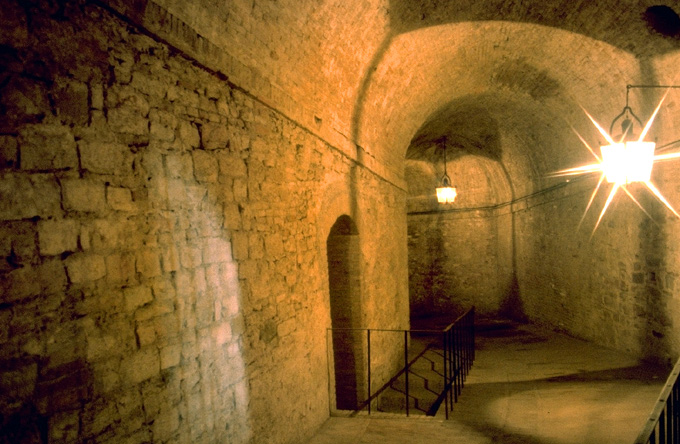
Les vestiges souterrains.